# Chiesa di Sant'Antonino Martire (Colturano)
La chiesa di Sant'Antonino Martire è la parrocchiale di Colturano, in città metropolitana di Milano e diocesi di Lodi; fa parte del vicariato di Paullo-Spino d'Adda.

## Storia
Si ignora il periodo di fondazione del primitivo luogo di culto colturanese; nel Liber Notitiae Sanctorum Mediolani, redatto nel XIII secolo da Goffredo da Bussero, si legge che esso dipendeva dalla pieve di San Giuliano Milanese.
Nel 1442, con l'elevazione della chiesa di San Giovanni Battista di Melegnano a prepositurale, la cappella di Sant'Antonino ne divenne filiale; da allora a Colturano non vi sarebbe più stato un rettore, bensì un cappellano inviato dalla matrice.
Tra il 1836 e il 1838 la struttura venne interessata da un rimaneggiamento, per poi essere restaurata nel 1903, allorché il curato don Michele Spinelli realizzò il mosaico della facciata; alcuni anni dopo, nel 1907, si procedette alla ritinteggiatura del campanile.
Il 18 gennaio 1924 la chiesa fu eretta a cura d'anime indipendente con decreto dell'arcivescovo di Milano Eugenio Tosi, mentre il 28 maggio 1932 l'arcivescovo Alfredo Ildefonso Schuster la elevò a parrocchiale.
Tra il 1971 e il 1972, in base a quanto decretato dalla riorganizzazione territoriale dell'arcidiocesi voluta dal cardinale Giovanni Colombo, la parrocchia confluì nel decanato di Melegnano, nato dalla trasformazione del precedente vicariato omonimo; sempre negli anni settanta la chiesa venne adeguata alle norme postconciliari mediante la rimozione delle balaustre che delimitavano il presbiterio e all'aggiunta dell'ambone e dell'altare rivolto verso l'assemblea.
Come stabilito dal decreto Quo aptius della Congregazione per i vescovi del 3 marzo 1989, la parrocchia di Colturano, assieme a quella della frazione Balbiano, passò dall'arcidiocesi di Milano alla diocesi di Lodi sua suffraganea, pur non avendo tale provvedimento alcuna radice storica. Le due parrocchie hanno mantenuto il rito ambrosiano.

## Descrizione

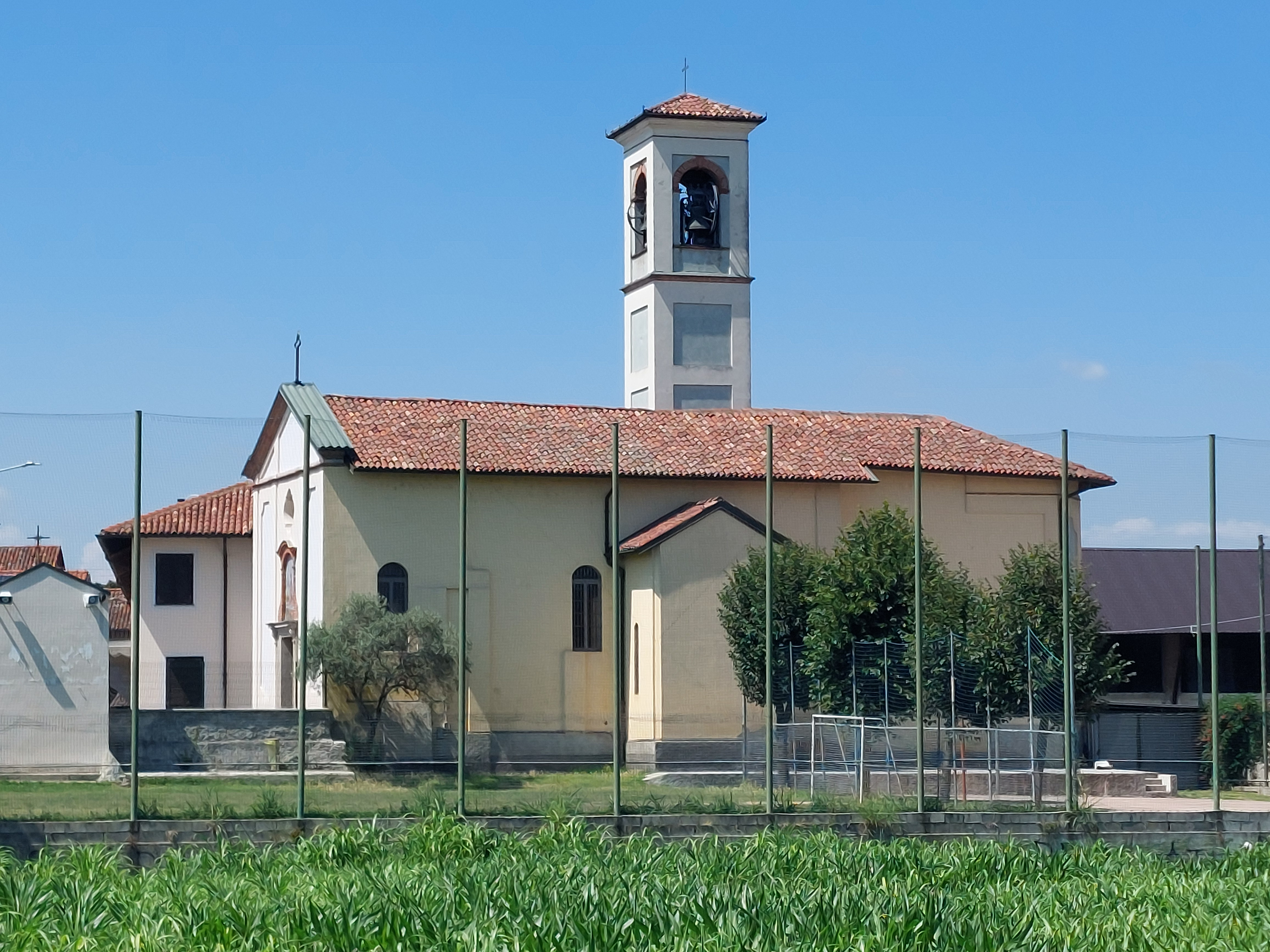
La chiesa vista dalla pista ciclabile

### Facciata
La facciata a capanna della chiesa, rivolta a sudovest, presenta centralmente il portale d'ingresso, sormontato da un mosaico con soggetto Sant'Antonino di Piacenza, e una finestra quadrilobata e ai lati due ampie specchiature ed è scandita da quattro lesene sorreggenti il timpano di forma triangolare.
Annesso alla parrocchiale è il campanile a base quadrata, suddiviso in più registri a cornici; la cella presenta su ogni lato una monofora affiancata da lesene ed è coperta dal tetto a quattro falde.

### Interno

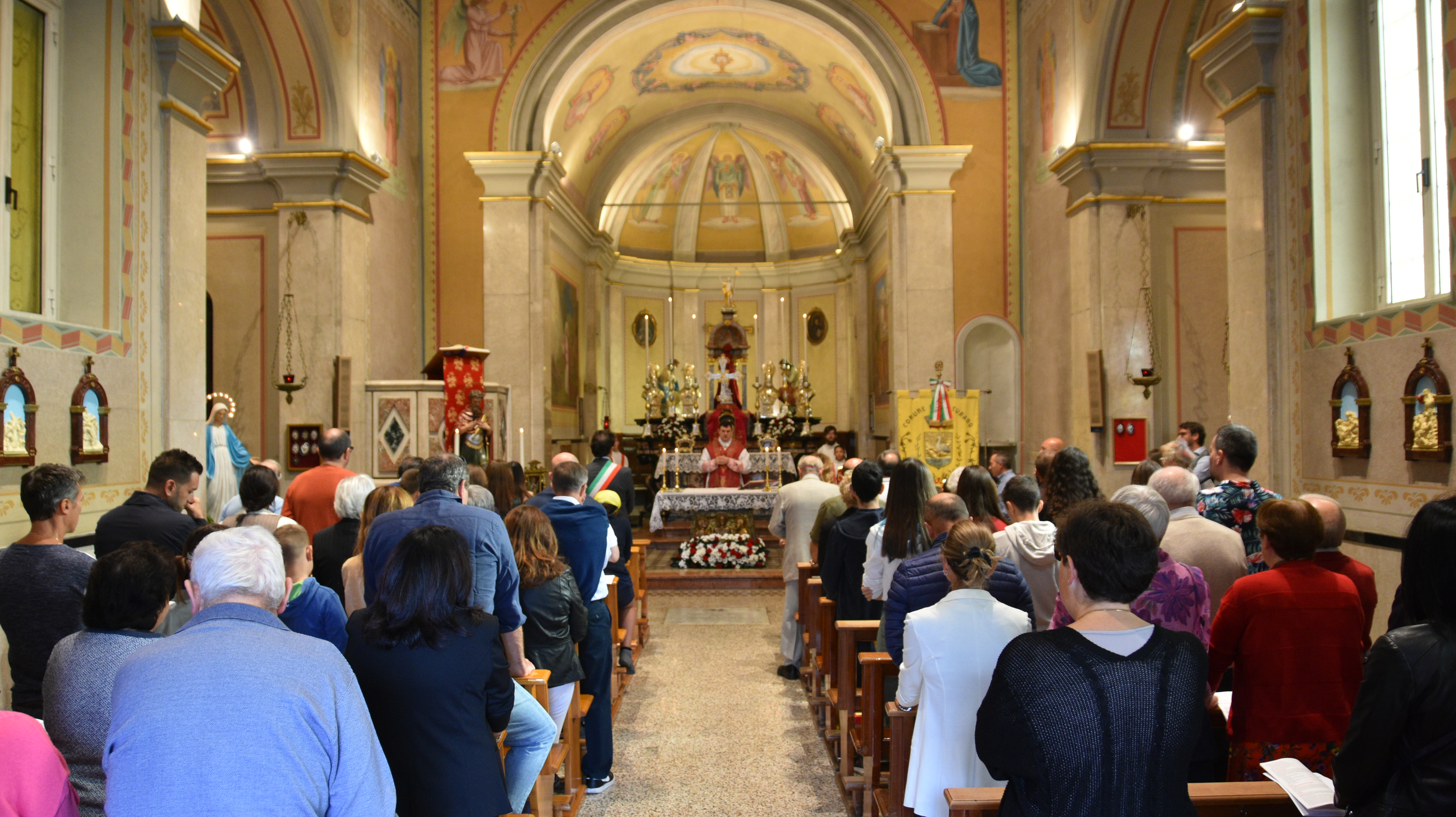
L'interno

L'interno dell'edificio, coperto dal soffitto in rovere a cassettoni decorato da motivi fitomorfi, si compone di un'unica navata a pianta rettangolare, sulla quale si affacciano due cappelle laterali introdotte da archi a tutto sesto sorretti da lesene con capitelli dorici, e le cui pareti sono abbellite da dipinti e affreschi; al termine dell'aula si sviluppa il presbiterio, rialzato di un gradino, ospitante l'altare maggiore e chiuso dall'abside poligonale a tre lati.